# اللجنة المخصصة للقضية الفلسطينية
اللجنة المخصصة للقضية الفلسطينية، والمعروفة أيضًا باسم اللجنة المخصصة لفلسطين أو فقط اللجنة المخصصة، هي لجنة تشكلت بتصويت الجمعية العامة للأمم المتحدة في 23 سبتمبر 1947، عقب نشر تقرير لجنة الأمم المتحدة الخاصة بقضية فلسطين. لجنة الأمم المتحدة الخاصة المعنية بفلسطين (لجنة اليونسكوب) في 3 سبتمبر 1947، والتي تضمنت مقترحات الأغلبية والأقلية.
وترأس اللجنة هيربرت فير إيفات، الذي كتب فيما بعد في مذكراته: "إنني أعتبر إنشاء دولة إسرائيل بمثابة انتصار عظيم للأمم المتحدة".
وصوتت الجمعية العمومية على تشكيل اللجنة بأغلبية 29 صوتا مقابل 11 وامتناع 16 عن التصويت. وقد عارضت الدول العربية إنشاء اللجنة بشدة، حيث أرادت إحالة المسألة إلى اللجنة السياسية التابعة للأمم المتحدة، لأنه وفقاً لشارل مالك اللبناني، فإن اللجنة المخصصة ستكون أكثر عرضة لتأثير "مجموعات ضغط معينة".
تم إنشاء لجنتين فرعيتين في 22 أكتوبر لتقييم مقترحات الأغلبية والأقلية التي قدمتها لجنة الأمم المتحدة الخاصة لفلسطين حول فلسطين. وكانت هذه اللجان الفرعية متنافية على نطاق واسع، وتم تجاهل اللجنة الفرعية الثانية، المؤلفة بشكل أساسي من الدول العربية وبمشورة اللجنة العربية العليا، إلى حد كبير.